# Солдатська синагога (Херсон)
Солдатська синагога — юдейська синагога в Херсоні. Не збереглася.

## Історія
Синагога Роскошнікова та Гельбуха; ймовірно, синагога хасидів. У теперішній час — корпус Училища культури на вул. Бориса Мозолевського, 64.
Знаходилась за адресою: 3-тя Форштадтська, 30. Побудована у 1911 році. Відвідуваність на початку XX століття — 700 чоловік. Утримувалася на кошти коробкового збору та добровільного пожертвування.
За актом № 35 від 9 травня 1922 у синагоги вилучено цінностей на 8 фунтів (3 кг 276 г: 2 прикраси Тори; прикраса Тори; 2 келихи, 2 свічники). Залишено у тимчасовому користуванні: прикраса Тори; указка і гудіз.
Синагога функціонувала до евакуації 1941 року та була закрита німецькими окупантами.
Після визволення Херсона будівлю синагоги з 1944 року використовувався під склад «Заготзерно», а в грудні 1949 року рішенням Херсонського облвиконкому було передано Херсонській однорічній школі з підготовки десятників-будівельників і тримісячним курсам з підготовки бригадирів будівельних бригад для колгоспів.